# Rocca di Badolo
La Rocca di Badolo è una piccola altura del basso Appennino bolognese che si trova appunto presso la frazione Badolo del comune di Sasso Marconi; è compresa tra le valli del rio Molinello a nord e del fiume Setta a sud, poco prima che questo si getti nel fiume  Reno.
La Rocca di Badolo raggiunge l'altezza di 476,2 metri sul livello del mare, una quota nella media per un rilievo posto nella sua latitudine. La sua vetta è raggiungibile attraverso la strada  provinciale n.58 Di Bàdolo, che conduce anche al santuario posto sulle pendici meridionali dell'altura, la Madonna della Rocca di Bàdolo (435,2 metri di quota).
Le pareti verticali di arenaria del Contrafforte Pliocenico che caratterizzano la suddetta altura sono da sempre il luogo di allenamento degli arrampicatori bolognesi. A Badolo, come in altre palestre della zona, la roccia che per sua natura non presenta particolari irregolarità non permetteva quindi un'arrampicata libera (naturale), per questo motivo gli scalatori di Bologna hanno iniziato a scavarla ed attrezzarla in modo da consentire in seguito quella che ad oggi è considerata la palestra per eccellenza di Bologna.
Ad oggi ci sono più di 180 vie di arrampicata con gradi di difficoltà compresi tra il 3b e l'8a+ ed una non banale ferrata allestita dal CAI.

## Descrizione
Nel lato a sud-ovest è caratterizzata da una parete verticale con un dislivello di poco più di 100 metri ed è situata sulla linea della riserva naturale del Contrafforte Pliocenico di fianco al Monte Adone.
Nonostante sia un'area protetta e controllata è una delle soltanto due alture presenti nella riserva in cui è concesso arrampicare.

## Curiosità
Subito dietro alla chiesetta, nella roccia sono visibili una porta, un tubo dei fumi e una finestrella: si tratta di un piccolo bunker scavato dentro la roccia le cui chiavi, sono da chiedere nella sede del CAI di Bologna.

## Via ferrata del Pliocenico
La ferrata del pliocenico fu allestita inizialmente nel 1976 per facilitare l'accesso alle soste delle vie di arrampicata più basse o per raggiungere le partenze delle vie medie ed alte, fino a poco tempo fa la ferrata era più breve, dalla partenza terminava nel "terrazzone" denominato "Badolo alto".
Nel 2015 la via è stata messa a nuovo dal CAI che oltre a rinnovare il cavo d'acciaio rendendolo più teso e stabile, ha anche "completato" la ferrata aggiungendo un ultimo tratto che conduce fino alla cima.

### Avvicinamento
Percorrendo la strada statale SS 325 si arriva sotto l'evidente parete della Rocca di Badolo (si nota infatti sul bordo strada una bacheca che descrive la montagna dal punto di vista geografico ed escursionistico) e percorrendo il sentiero che si dirige proprio verso la roccia si arriva dopo pochi minuti alla base della montagna (si potranno già notare le prime vie di arrampicata).
Arrivati alla roccia ci si dirige a destra fino ad incontrare un diedro dove con una scaletta metallica inizia la ferrata.

### Partenza (prima parte)
La ferrata del Pliocenico incomincia di fianco a un diedro con una scala a pioli verticale che fa subito guadagnare una decina di metri di dislivello. 

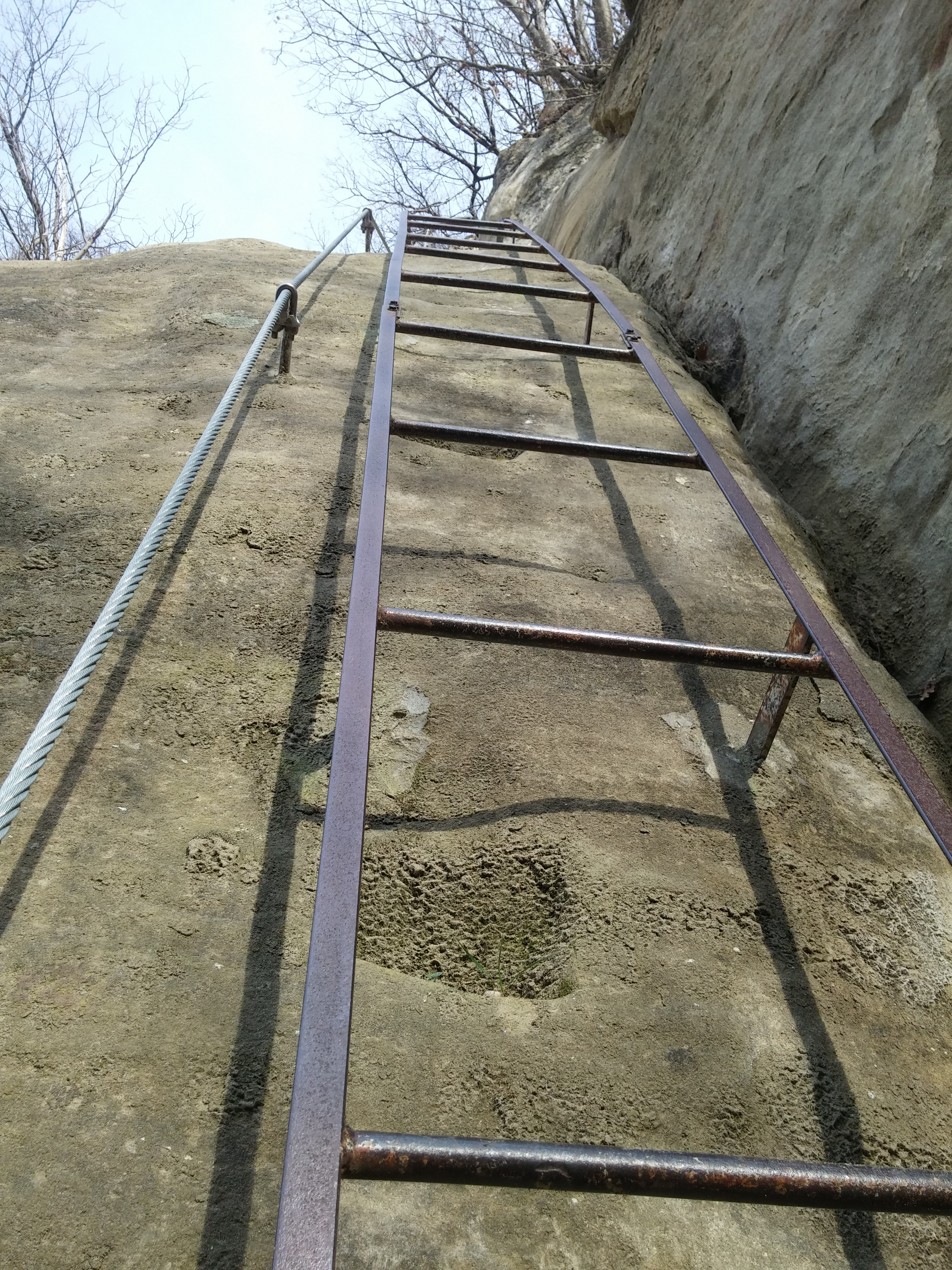
Scala a pioli metallica usata più volte nella ferrata del pliocenico

Superata la scala si incontra una strapiombante "pancia" di roccia da scavalcare facendo uso delle prese scavate o in caso di insicurezza/roccia bagnata facendo uso del cavo stesso.
Superati questi primi ostacoli il cavo si interrompe e ci si ritrova nella cengia di Badolo (un terrazzo a 25 metri di dislivello dalla partenza con qualche albero che sulla sinistra conduce alle soste delle vie basse di arrampicata). 
La cengia di Badolo consente di raggiungere le soste delle vie più in basso e di iniziare le vie "medie" ma se percorsa orizzontalmente termina nel bosco che accompagna il retro della montagna.

### Seconda parte (cengia di Badolo medio)
La ferrata del pliocenico continua subito dopo la fine del cavo del primo tratto (senza quindi necessità di passare per la cengia) ed anche in questo caso un cartello rosso con scritto "Percorso alpinistico impegnativo" mette in allerta gli alpinisti che decidono di percorrerlo.
Il secondo cavo incomincia anch'esso in verticale, esattamente a cavallo di un crepaccio che sale lungo la parete che una volta superato conduce ad una serie di staffe ben fissate nella roccia che successivamente, passando in mezzo ad un alberino, conduce alla seconda scala (questa volta più corta ma anche più strapiombante).
Terminata la scala, anche se il cavo è ancora presente, il percorso diventa molto più tranquillo, quasi una gradinata e dopo qualche metro finisce anche il secondo tratto.
Al termine del secondo tratto ci ritroviamo in un terrazzo ancora più largo, dove partono le vie classificate come "Badolo alto" e dove una volta terminava la ferrata (infatti andando a destra si giunge al santuario che con una semplice passeggiata ci riconduce alla strada statale).

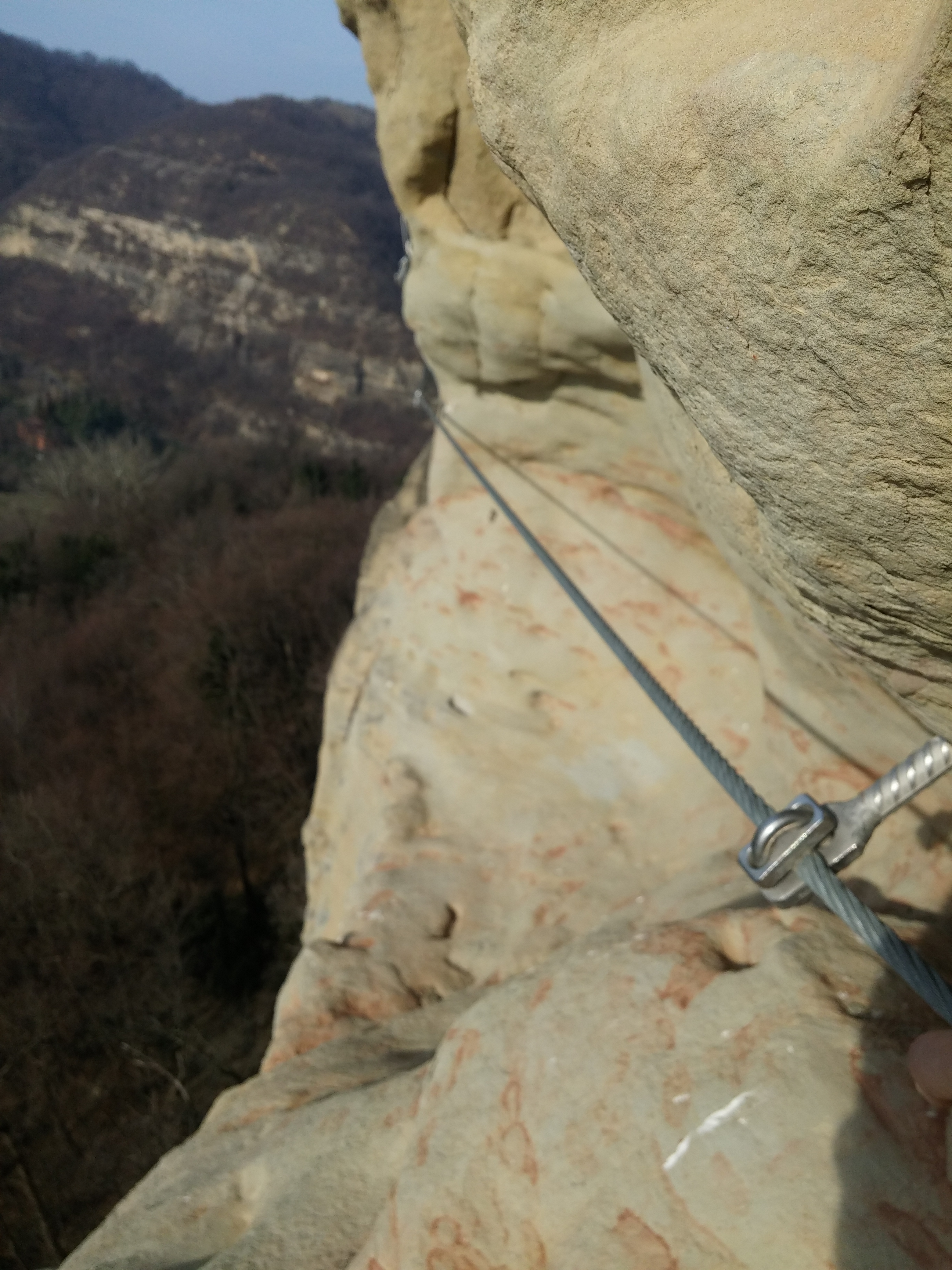
Percorrendo la cengia di Badolo si incontra un traverso molto stretto ma comunque attrezzato

### Terza parte ed arrivo
Come descritto sopra, dal 2015 la ferrata prosegue lungo la roccia, portando fino in cima alla rocca di Badolo.
La terza ed ultima parte consiste in un piccolo muro alto 6 metri che volendo si può aggirare a piedi seguendo il sentiero limitrofo.
Scavalcato questo muro il cavo si interrompe per farci percorrere qualche metro nel bosco quasi sempre all'ombra fino all'attacco del tratto attrezzato finale che probabilmente è il più impegnativo e tecnico dell'intera via ferrata.

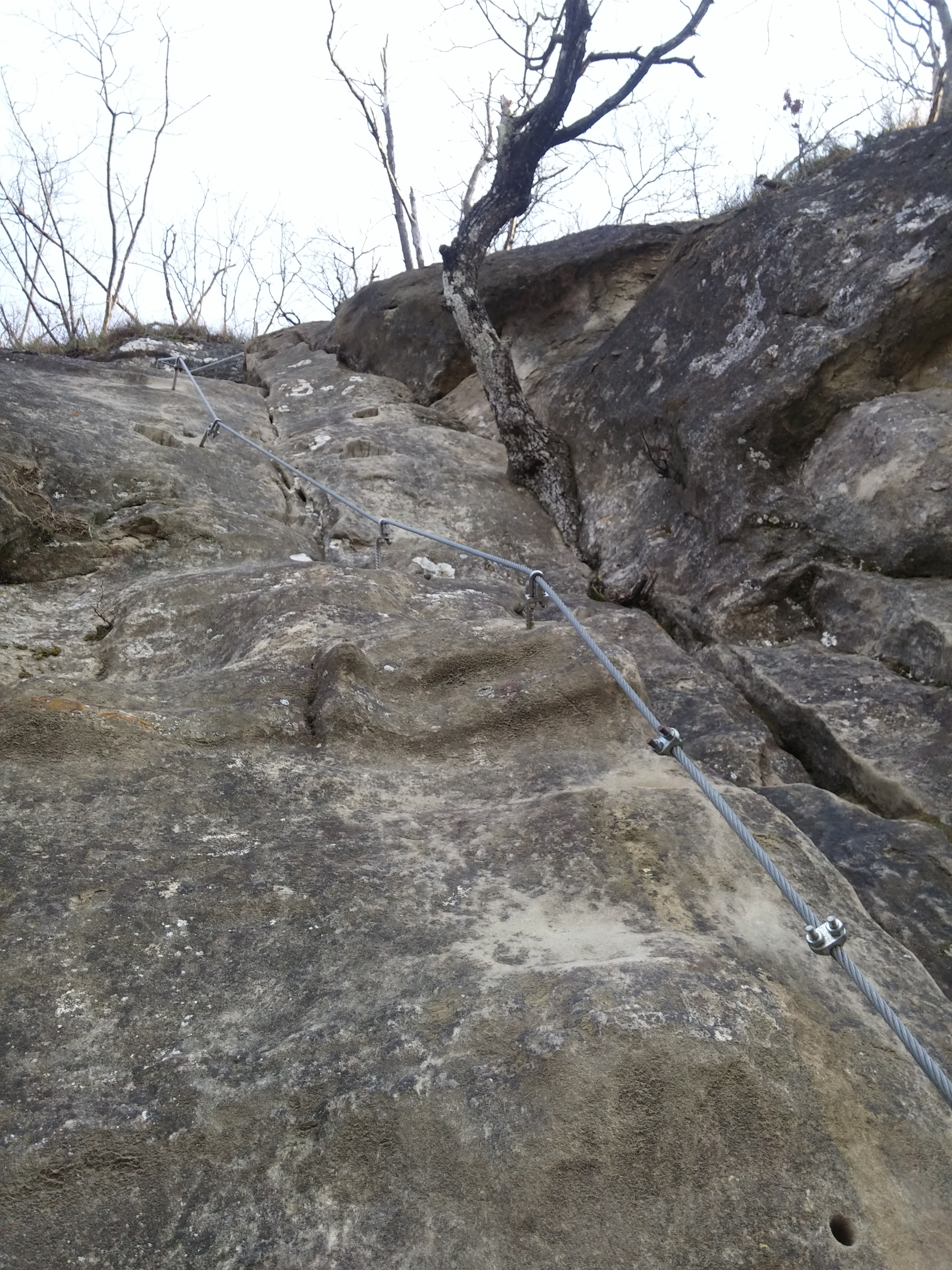
Ultimo tratto di scalata per la ferrata del pliocenico.

Quest'ultimo tratto di scalata è complesso per via della scarsità di prese scavate nella roccia; infatti è consigliato per questo tratto fare uso delle fessure presenti nei diedri delle rocce ed in caso di difficoltà il cavo d'acciaio.
Il tratto finale si conclude tranquillamente con un'ultima scala a pioli (questa volta molto meno verticale) che accompagna lo scalatore sopra un manto erboso fino alla cima.

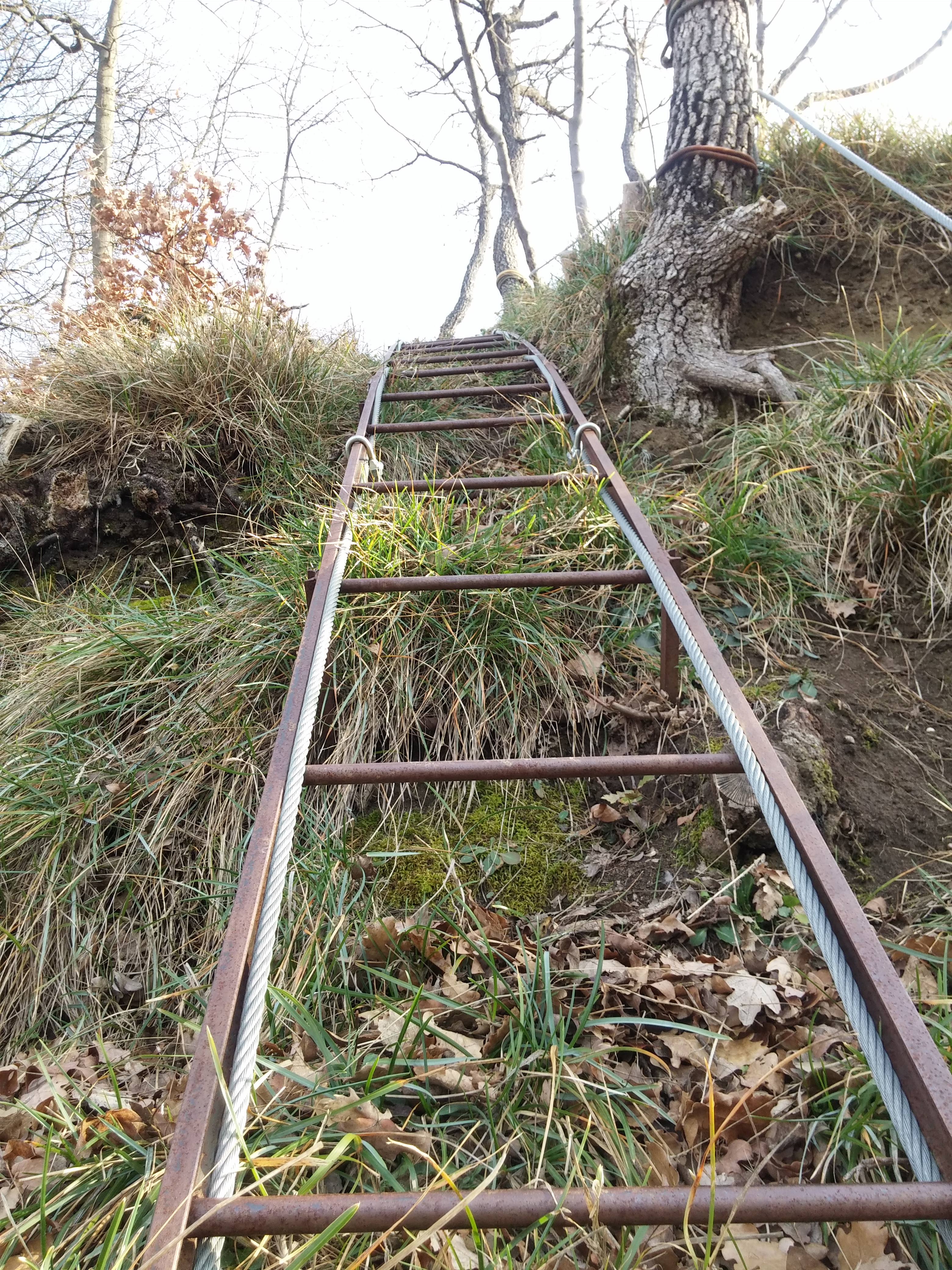
Ultima scala metallica subito prima della cima

Terminata la ferrata, in caso di bel tempo si nota subito un bel panorama a 360° con vista sui colli bolognesi a nord e sull'appennino tosco emiliano a sud-ovest (in caso di assenza di foschia si può ammirare il complesso del Corno alle scale e del Monte Cimone.

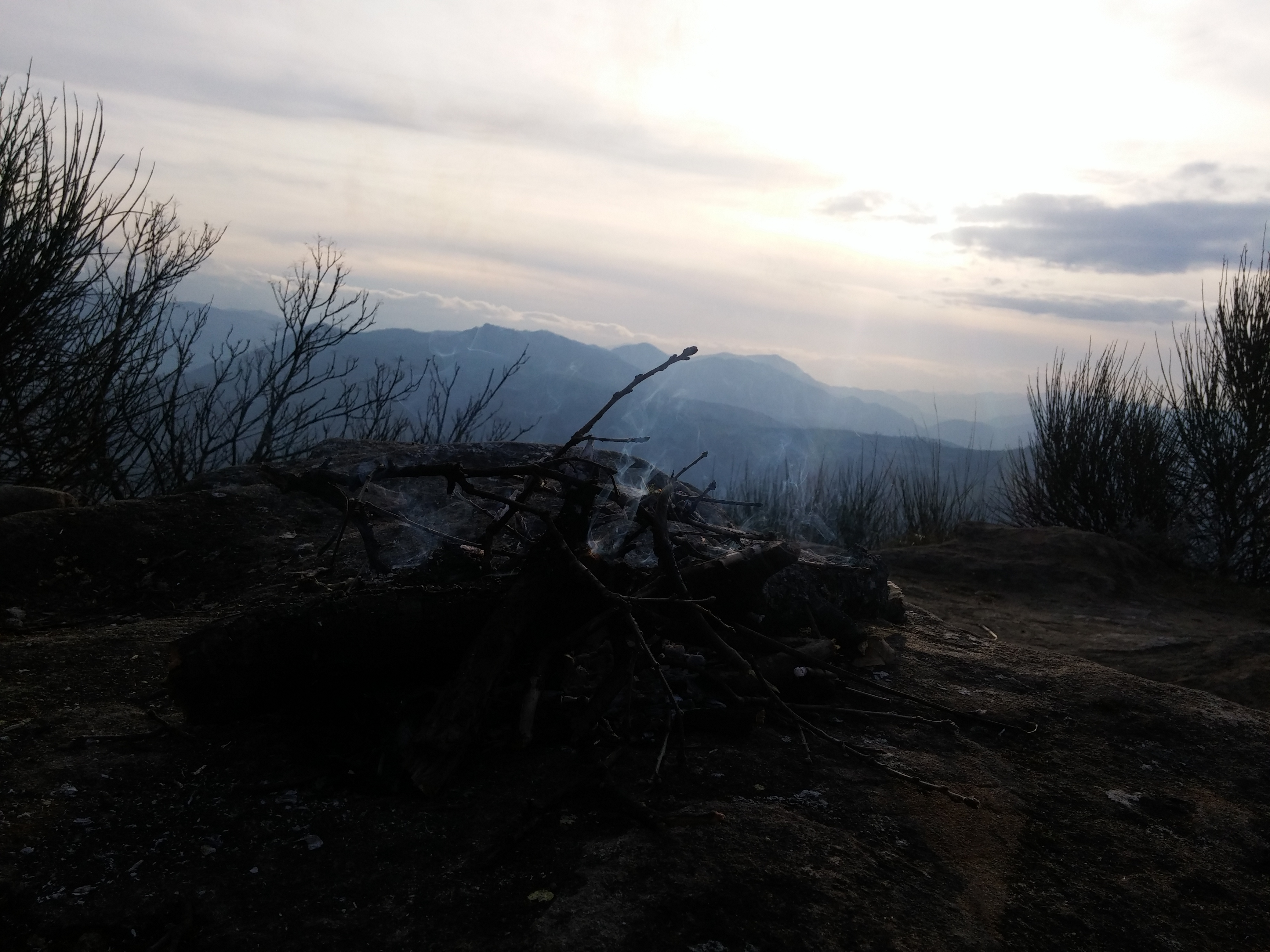
Un fuocherello acceso da escursionisti al tramonto in cima alla Rocca di Badolo

Per chi avesse piacere di lasciare un pensierino o anche solo una firma, il CAI ha messo a disposizione una cassetta metallica contenente un quadernino e due penne.

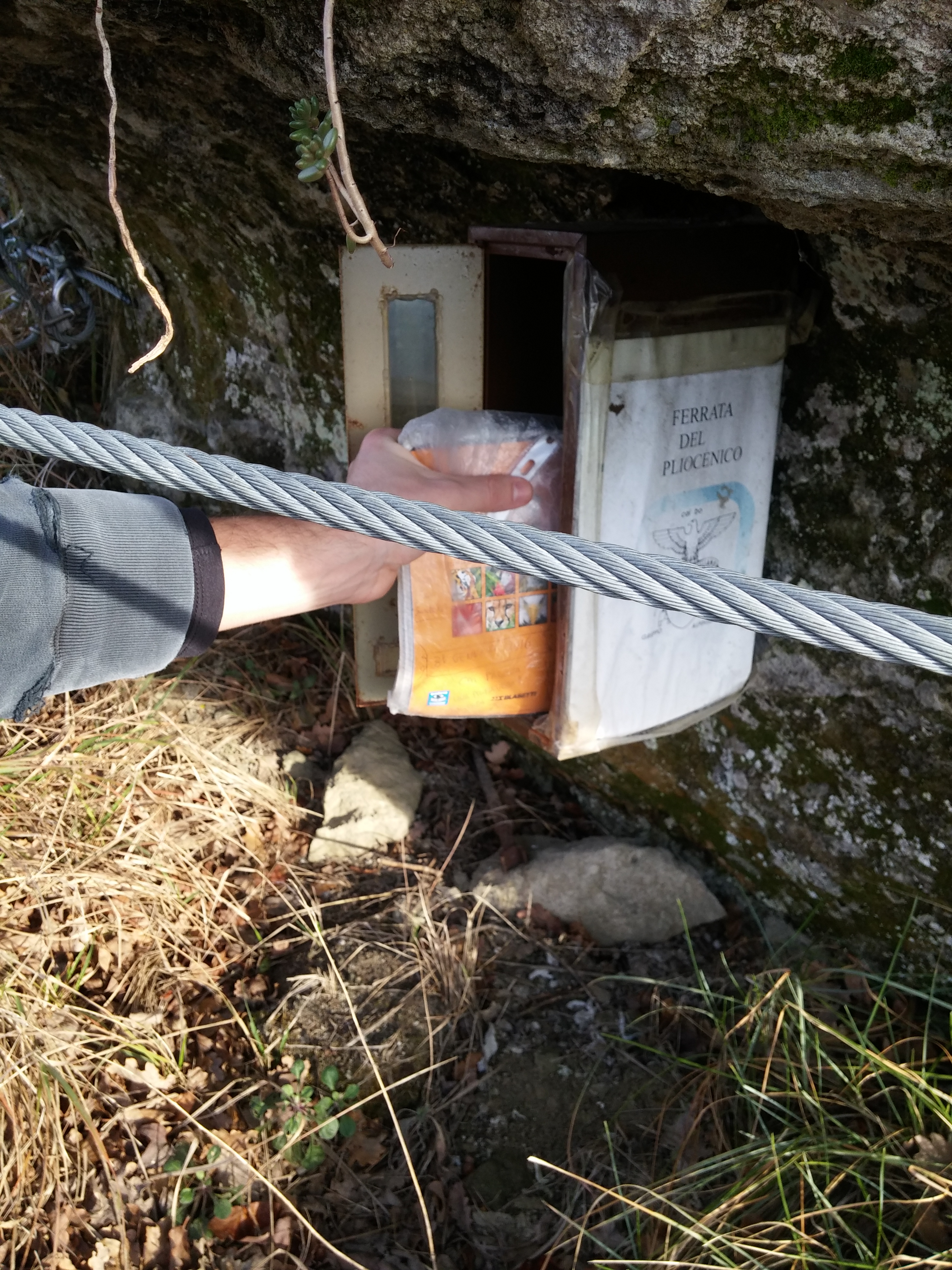
La tipica cassetta contenente il registro delle escursioni

### Discesa e ritorno
Ci sono diversi metodi per tornare alla macchina, ma il più comodo si trova seguendo il sentiero che dalla cima scende in mezzo al bosco verso sud-ovest, passando per le altre pareti e per la chiesetta posta sotto la cima.
Superato il santuario il sentiero diventa una mulattiera che ben presto si "incastra" nell'arenaria per poi sbucare nella strada statale.

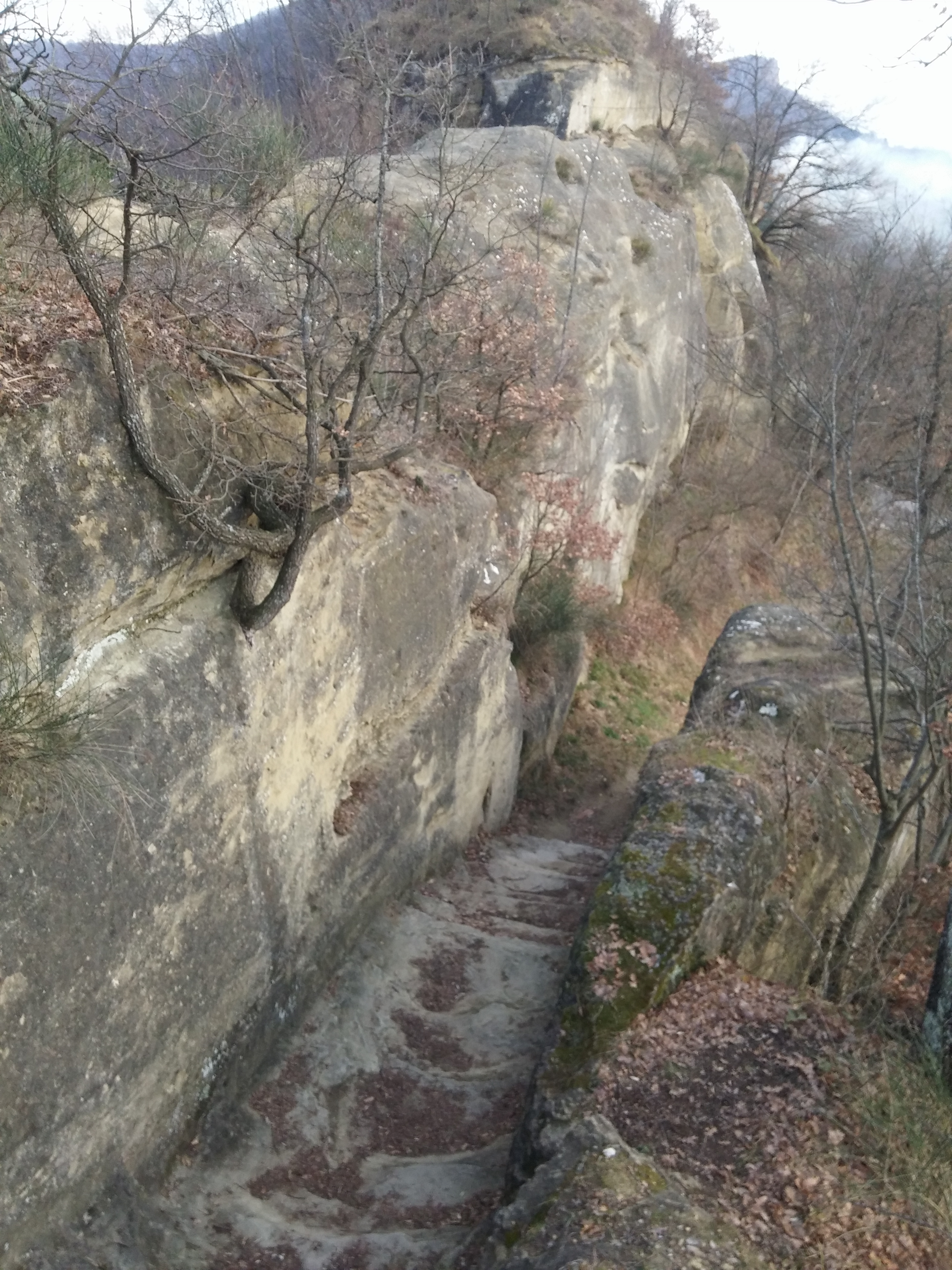
Gradinata nel mezzo dell'arenaria

### Considerazioni sulla ferrata
Sebbene l'arenaria sia una roccia particolarmente odiata dai climbers e dagli alpinisti, la ferrata è molto bella e ben tenuta; un ottimo allenamento per chi abita vicino a Bologna e vuole tenersi in forma per le escursioni estive.
Una particolarità è il fatto che sia un ibrido tra arrampicata e via ferrata.
La ferrata si percorre con un tempo medio di 30 minuti dalla partenza ma con un passo allenato è percorribile anche in 15 minuti.
Trattandosi comunque di un sentiero attrezzato impegnativo, non è da sottovalutare la sicurezza che come riportato nei cartelli è un obbligo per chiunque voglia percorrerlo.
L'attrezzatura necessaria è quella di tutte le vie ferrate: imbragatura, cordino (Longe) scarpe adatte e casco.
Nonostante la breve durata del percorso, la ferrata del pliocenico è da considerarsi come percorso impegnativo e quindi una ferrata che richiede agilità ed esperienza ma che per via della sua breve durata è un ottimo modo per allenarsi a tale attività.

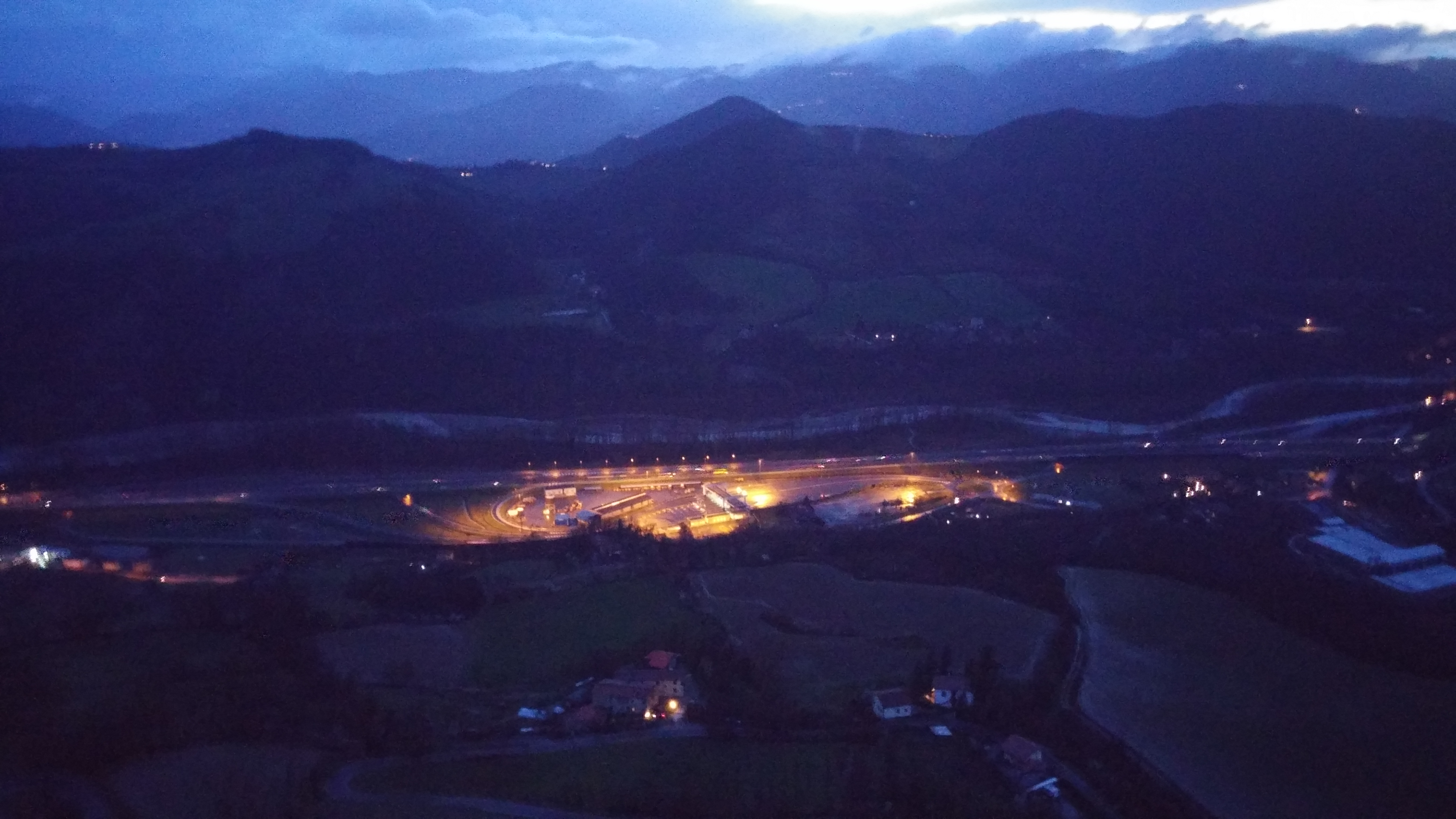
Vista serale sull'appennino tosco-emiliano (e sul Raccordo Sasso Marconi - Porrettana dell'Autostrada del Sole) dalla cima di Rocca di Badolo

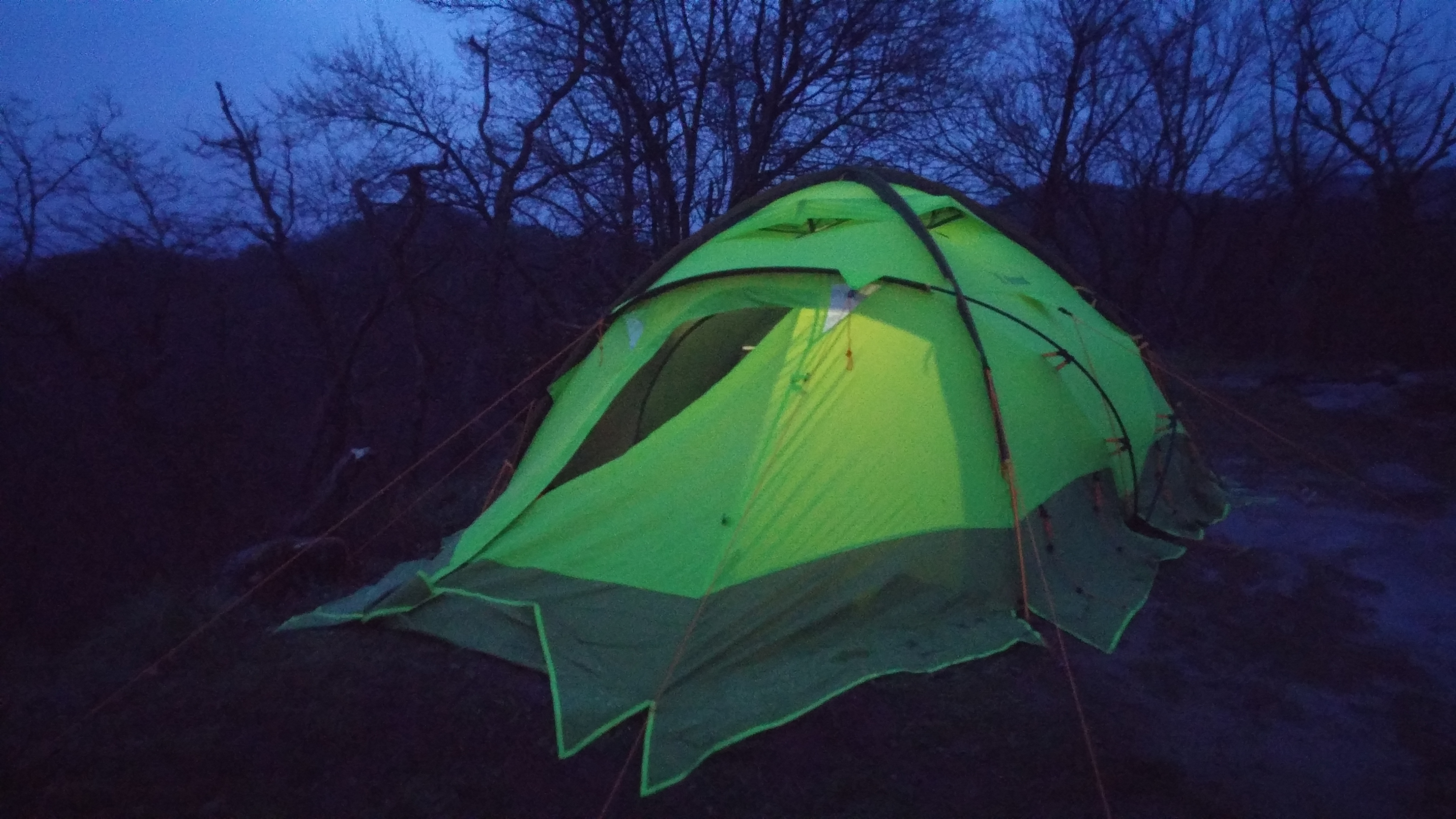
Una tenda piantata da due escursionisti bolognesi sulla cima della Rocca di Badolo

## La palestra di roccia (arrampicata)
La Rocca di Badolo è in realtà più famosa per le sue numerose e varie vie di arrampicata che la rendono la palestra preferita per ogni scalatore bolognese o dei dintorni.
Venne definita come un "meraviglioso castello di sabbia" daTiziano Nannuzzi, per via della sua caratteristica roccia friabile.
Nonostante la sua roccia non particolarmente solida (a differenza del calcare o del granito) è comunque di notevole importanza per tutti gli arrampicatori bolognesi in quanto è stata da sempre il punto di partenza per chiunque voglia iniziare questo sport. Ogni giorno dell'anno infatti su queste pareti arrampicano centinaia di persone rendendo rari i momenti solitari.
La storia di questo impianto sportivo è assai lunga e ricca di dibattiti, ci sono stati numerosi cambiamenti anche dal punto di vista legale per via dell'area protetta di cui la rocca fa parte.
Tutto l'insieme di pareti si divide in quattro principali settori: Badolo Basso, Medio, Alto e Nuovo/New. 
Per tutte le sezioni si possono trovare pareti tra i 3b/8a+ cosicché chiunque possa trovarsi a suo agio in questa palestra.

### Le vie
L'intera palestra comprende più di 180 vie con difficoltà variabile tra 3a e 8a+ (con quindi una buona parte di vie adatte a chi incomincia ma anche vie di livello estremo).
La chiodatura è correttamente realizzata, con moderni spit o con fittoni, entrambi molto resistenti e ben conficcati nelle pareti (steli dai 14 ai 18 cm).
Per praticamente tutte le vie di ogni settore è possibile raggiungere le soste tramite sentieri o ferrate (la ferrata del Pliocenico descritta sopra conduce alle soste di quasi tutte le vie) rendendo quindi possibile il calo della corda dall'alto per l'arrampicata in moulinette o per il recupero di eventuali rinvii o altro materiale abbandonato in parete.
La possibilità di raggiungere a piedi le soste rende la palestra utile anche per chi vuole allenarsi alle discese in corda singola o in corda doppia.

### Tabella delle vie presenti a badolo
Di seguito sono riportate tutte le vie documentate di badolo con le relative altezze i relativi gradi di difficoltà e la sezione di appartenenza.
I dati sono stati presi da un PDF di qualche anno fa che si trova facilmente in rete; le vie aggiunte di recente per tanto potrebbero mancare (si accettano aggiunte da parte di chiunque ne conosca l'esistenza).
| n°  | Nome                                      | Altezza | Grado  | Sezione |
| --- | ----------------------------------------- | ------- | ------ | ------- |
| 1   | Sognando finale, seconda                  | 12 m    | 6a/6c+ | basso   |
| 2   | Variante                                  | 12 m    | 5c     | basso   |
| 3   | Uno                                       | 17 m    | 4a     | basso   |
| 4   | Avanzi                                    | 17 m    | 6c     | basso   |
| 5   | 1/A                                       | 20 m    | 4c     | basso   |
| 6   | Variante                                  | 4 m     | 6a+    | basso   |
| 7   | Blowing in the wind                       | 6 m     | 4a     | basso   |
| 8   | Due                                       | 17 m    | 6a     | basso   |
| 9   | Divieto di sosta                          | 17 m    | 7a     | basso   |
| 10  | Tornando a casa                           | 21 m    | 6c     | basso   |
| 11  | Oggi si vola                              | 15 m    | 7a     | basso   |
| 12  | Tromba d'aria                             | 20 m    | 4a     | basso   |
| 13  | Forever young                             | 18 m    | 6b     | basso   |
| 14  | Mani nut                                  | 20 m    | 6a+    | basso   |
| 15  | Delirio motorio                           | 16 m    | 6b+    | basso   |
| 16  | Tromba                                    | 22 m    | 4c     | basso   |
| 17  | Incoscienza                               | 16 m    | 7a     | basso   |
| 18  | Maria                                     | 20 m    | 6c     | basso   |
| 19  | Aderenze politiche                        | 18 m    | 6c     | basso   |
| 20  | Il diavolo nel campanile                  | 18 m    | 6c+    | basso   |
| 21  | Dulfer                                    | 25 m    | 6a+    | basso   |
| 22  | Mitico Steve                              | 18 m    | 6c     | basso   |
| 23  | Dalla zia                                 | 20 m    | 6b+    | basso   |
| 24  | Trappola del topo                         | 22 m    | 4a     | basso   |
| 25  | Zuppa del casale                          | 18 m    | 6a+    | basso   |
| 26  | Veglia di Finnegan                        | 16 m    | 7b+    | basso   |
| 27  | Matador                                   | 16 m    | 7b     | basso   |
| 28  | Serpe sfuggente                           | 22 m    | 5b     | basso   |
| 29  | Illusione                                 | 18 m    | 6c+    | basso   |
| 30  | Ultima spiaggia                           | 18 m    | 6c+    | basso   |
| 31  | Diedro                                    | 22 m    | 6a+    | basso   |
| 32  | Spigolino                                 | 22 m    | 4a     | basso   |
| 33  | Il fascino dell'inutile                   | 18 m    | 6a     | basso   |
| 34  | Baffo                                     | 18 m    | 5b     | basso   |
| 35  | Il giovane Whymper                        | 18 m    | 6b+    | basso   |
| 36  | var. Collegiala                           | 7 m     | 7a     | basso   |
| 37  | Spigolo della Nadia                       | 18 m    | 5a     | basso   |
| 38  | Righi                                     | 18 m    | 5c     | basso   |
| 39  | Carciofone Finale                         | 5 m     | 6a     | basso   |
| 40  | Morbide promesse                          | 12 m    | 7a     | basso   |
| 41  | Topolino volante                          | 12 m    | 7a     | basso   |
| 42  | Mirko                                     | 18 m    | 6b+    | basso   |
| 43  | var. Bambola infernale                    | 7 m     | 7a     | basso   |
| 44  | Buccia di banana                          | 20 m    | 6c     | basso   |
| 45  | Lustre (2 lunghezze)                      | 28 m    | 5c     | basso   |
| 46  | A zonzo fra le nuvole                     | 25 m    | 6a+    | basso   |
| 47  | Nikita                                    | 23 m    | 6b     | basso   |
| 48  | Mai più senza magnesite                   | 17 m    | 7b+    | basso   |
| 49  | Curva del ragno                           | 15 m    | 7b     | basso   |
| 50  | Pilone centrale                           | 15 m    | 6c     | basso   |
| 51  | Gianni                                    | 28 m    | 5c     | basso   |
| 52  | Paperetta                                 | 9 m     | 7a     | basso   |
| 53  | var. Ronchio                              | 6 m     | 7b     | basso   |
| 54  | Avalon                                    | 20 m    | 6b     | basso   |
| 55  | Petro Grifo                               | 18 m    | 6c+    | basso   |
| 56  | Rosa                                      | 20 m    | 5c     | basso   |
| 57  | Bella Iuri(var. della Rosa)               | 12 m    | 6c     | basso   |
| 58  | Catarro(var. della Rosa)                  | 20 m    | 4a     | basso   |
| 59  | Ultra thin                                | 25 m    | 6c+    | basso   |
| 60  | Puffetta                                  | 18 m    | 6b     | basso   |
| 61  | Sussi Biribissi                           | 20 m    | 6c     | basso   |
| 62  | Contorsionista                            | 20 m    | 6a+    | basso   |
| 63  | Diagonale                                 | 30 m    | 5c     | basso   |
| 64  | Serengheti                                | 20 m    | 6b+    | basso   |
| 65  | Bimbo block                               | 29 m    | 6c     | basso   |
| 66  | Ferla                                     | 28 m    | 4a     | basso   |
| 67  | Pelle coriacea                            | 23 m    | 6c     | basso   |
| 68  | Movimenti tribali                         | 23 m    | 7b+    | basso   |
| 69  | Vascello fantasma                         | 23 m    | 7c     | basso   |
| 70  | Fessurone                                 |         | ?      | basso   |
| 71  | Crosticine                                | 20 m    | 7b+    | basso   |
| 72  | Bilancia del macellaio                    | 23 m    | 5c     | basso   |
| 73  | Entonces                                  | 20 m    | 6c+    | basso   |
| 74  | Amnesia                                   | 20 m    | 6c+    | basso   |
| 75  | Nella                                     | 22 m    | 6a     | basso   |
| 76  | Il vino di Amos                           | 22 m    | 6b     | basso   |
| 77  | Muro delle onde                           | 22 m    | 6c     | basso   |
| 78  | Diavolo rosso                             | 22 m    | 6a+    | basso   |
| 79  | Marcao Meravigliao                        | 22 m    | 7b     | basso   |
| 80  | Requiem per una vertebra                  | 22 m    | 7c     | basso   |
| 81  | Querida Presencia                         | 11 m    | 6a     | basso   |
| 82  | La metà del cielo                         | 11 m    | 5a     | basso   |
| 83  | Non essere per essere                     | 25 m    | 5c     | medio   |
| 84  | Treno dei desideri                        | 20 m    | 6c     | medio   |
| 85  | Flauto magico                             | 20 m    | 7b+    | medio   |
| 86  | Arca di Noè                               | 25 m    | 6c     | medio   |
| 87  | Serpe nera                                | 20 m    | 6b     | medio   |
| 88  | Burro pardo                               | 20 m    | 7a     | medio   |
| 89  | Diedro di Benni                           | 30 m    | 4a     | medio   |
| 90  | Nadia                                     | 37 m    | 5a     | medio   |
| 91  | Happy day                                 | 30 m    | 6a+    | medio   |
| 92  | Liliana                                   |         | 6a     | medio   |
| 93  | A zonzo fra le nuvole (2^lunghezza)       | 32 m    | 6b/5c  | medio   |
| 94  | Nando (due lunghezze)                     | 50 m    | 5a     | medio   |
| 95  | Spigolo due tetti (due lunghezze)         | 30 m    | 5c     | medio   |
| 96  | Absoluti frizer (variante)                | 7 m     | 6a+    | medio   |
| 97  | Due tetti (due lunghezze)                 | 30 m    | 5a     | medio   |
| 98  | Cristina                                  | 15 m    | 6b     | medio   |
| 99  | Maga Magò                                 | 20 m    | 7a+    | medio   |
| 100 | Pensionato                                | 40 m    | 6a+    | medio   |
| 101 | Provaci ancora Handy                      |         |        | medio   |
| 102 | Tre tetti (due lunghezze)                 | 40 m    | 5c     | medio   |
| 103 | Coso su cadavere (due lunghezze)          | 40 m    | 6c     | medio   |
| 104 | Alì Babà (due lunghezze)                  | 30 m    | 6b+    | medio   |
| 105 | Splendida giornata (due lunghezze)        | 35 m    | 6a     | medio   |
| 106 | La caverna                                | 24 m    | 4a     | medio   |
| 107 | Sganapino                                 | 18 m    | 6a     | medio   |
| 108 | Luce della sera                           | 25 m    | 6b     | medio   |
| 109 | Le carezze di Lucia                       | 25 m    | 6c+    | medio   |
| 110 | Lucia                                     | 25 m    | 4c     | medio   |
| 111 | Bacini di Andrea                          | 23 m    | 6c     | medio   |
| 160 | Delle placche                             | 20 m    | 6a/4c  | new     |
| 161 | In allestimento                           |         |        | new     |
| 162 | Luigi Filippi (I lunghezza)               | 35 m    | 4b     | new     |
| 163 | Variante del Trapano                      | 15 m    | 4a     | new     |
| 164 | Del trapano                               | 30 m    | 5a/4c  | new     |
| 165 | Stefano Farina                            | 22 m    | 4c     | new     |
| 166 | Bonsai                                    | 22 m    | 4a/5a  | new     |
| 167 | In allestimento                           |         |        | new     |
| 168 | Badolo Separeid                           | 25 m    | 7a     | new     |
| 169 | Badolo New                                | 26 m    | 5a     | new     |
| 170 | L'idiota                                  | 25 m    | 6a     | new     |
| 171 | Pino marino                               | 22 m    | 4b     | new     |
| 172 | Sono paranoico                            | 20 m    | 6a+    | new     |
| 173 | Sciopero generale                         | 20 m    | 6a+    | new     |
| 174 | Othello                                   | 18 m    | 7a     | new     |
| 175 | Estrema destra                            | 16 m    | 5c/6a  | new     |
| 176 | Riccardo                                  | 15 m    | 4a     | new     |
| 177 | In allestimento                           |         |        | new     |
| 178 | Luigi Filippi (II lunghezza)              | 25 m    | 5a     | new     |
| 179 | Scuola Alpinismo Città di Bologna         | 25 m    | 4b     | new     |
| 112 | Dietro l'angolo                           | 12 m    | 6a     | alto    |
| 113 | Spigolino                                 | 18 m    | 4c     | alto    |
| 114 | Tre chiodi di Tantra                      | 20 m    | 6c     | alto    |
| 115 | Futura                                    | 20 m    | 7a     | alto    |
| 116 | Cani e Porci                              | 20 m    | 7c     | alto    |
| 117 | Del fico                                  | 25 m    | 4a     | alto    |
| 118 | Tetto del fico                            | 20 m    | 6a     | alto    |
| 119 | Diretta del fico                          | 20 m    | 5b     | alto    |
| 120 | Ultimatum a Saddam                        | 20 m    | 6a     | alto    |
| 121 | Qui                                       | 20 m    | 6a     | alto    |
| 122 | Quo                                       | 20 m    | 6b     | alto    |
| 123 | Qua                                       | 20 m    | 6c     | alto    |
| 124 | Uomo peloso                               | 20 m    | 6c+    | alto    |
| 125 | Centro di gravità                         | 18 m    | 7a     | alto    |
| 126 | Olio e martinetti(var. Centro di gravità) | 10 m    | 6c     | alto    |
| 127 | Coccodrillo                               | 18 m    | 7a+    | alto    |
| 128 | Madame Shiatsu                            | 18 m    | 7b     | alto    |
| 129 | Var. Fallo protetto                       | 10 m    | 7b     | alto    |
| 130 | Tiananmen                                 | 18 m    | 8a+    | alto    |
| 131 | Non sempre vince il torero                | 22 m    | 8a     | alto    |
| 132 | Seitan tonnato                            | 22 m    | 6c+    | alto    |
| 133 | Quarta piena                              | 12 m    | 7c     | alto    |
| 134 | Fessura Masotti                           | 23 m    | 6c+    | alto    |
| 135 | Stratostefano                             | 20 m    | 7a     | alto    |
| 136 | Muladar disastrato                        | 13 m    | 7b     | alto    |
| 137 | Orello infetto                            | 18 m    | 7b+    | alto    |
| 138 | Cadaverina nelle vene                     | 18 m    | 7a+    | alto    |
| 139 | Non mi tengo                              | 15 m    | 6c+    | alto    |
| 140 | Negativo a freddo                         | 15 m    | 7a+    | alto    |
| 141 | Aids che dolor                            | 22 m    | 7c     | alto    |
| 142 | Forza Pietro                              | 22 m    | 7a     | alto    |
| 143 | Badolo decadens                           | 22 m    | 8a     | alto    |
| 144 | Forza Pedrino                             | 22 m    | 8a     | alto    |
| 145 | La gatta bionda                           | 12 m    | 6c     | alto    |
| 146 | Smalto puro(var. la gatta bionda)         | 10 m    | 7a+    | alto    |
| 147 | Sogn d'un parpaio                         | 13 m    | 8a     | alto    |
| 148 | Se sei stanco rivolgiti al signore        | 20 m    | 7a     | alto    |
| 149 | rivolgiti al signore)                     | 18 m    | 7c     | alto    |
| 150 | Sinergye                                  | 18 m    | 7c+    | alto    |
| 151 | Fanaloni                                  | 18 m    |        | alto    |
| 152 | Il giro del mondo                         | 18 m    | 6b+    | alto    |
| 153 | Goccia d'acqua                            | 18 m    | 6a+    | alto    |
| 154 | Spigolo lunetta                           | 20 m    | 3a     | alto    |
| 155 | Lunetta bong                              | 18 m    | 7b     | alto    |
| 156 | Lunetta(due lunghezze)                    | 50 m    | 4c     | alto    |
| 157 | Variante lunetta                          | 12 m    | 6b+    | alto    |
| 158 | Masotti                                   | 20 m    | 4c     | alto    |
| 159 | Zuffa                                     | 15 m    | 4a     | alto    |